# Only the Light
Chansons représentant le Royaume-Uni au Concours Eurovision de la chanson
Runner in the Night
(1986) Go
(1988)
Only the Light est la chanson du chanteur britannique Rikki qui représente le Royaume-Uni au Concours Eurovision de la chanson 1987 à Bruxelles, en Belgique.

## Eurovision 1987
La chanson est présentée en 1987 à la suite d'une sélection interne.
Elle participe directement à la finale du Concours Eurovision de la chanson 1987, le 9 mai 1987, le Royaume-Uni faisant partie du "Big 5".